# Purim
Purim  (en hebreo: פורים, Pûrîm = suertes) es una fiesta judía, celebrada anualmente el 14 del mes judío de Adar (o 15 de Adar en las ciudades amuralladas) en conmemoración del milagro relatado en el Libro de Ester en el que el pueblo judío, mediante la intervención de una joven judía llamada Ester, que ocultaba sus orígenes judíos, logra sobrevivir a un intento de ser aniquilada bajo el mandato del rey persa Asuero, identificado por algunos historiadores como Jerjes I, alrededor del 450 a. C.
El Libro de Ester narra cómo el rey Asuero de Persia, en lugar de matar a todos los judíos de su reino, como le había pedido su ministro Amán, da muerte a Amán, a sus diez hijos y los enemigos de los judíos en todo el imperio. Asuero coloca en el puesto de Amán a Mardoqueo, tío de Ester.
A pesar de que Purim es considerado uno de los días más alegres del calendario hebreo, los judíos tienen la obligación de ayunar y orar en la víspera, en recuerdo de los judíos persas que ayunaron ante el inminente conflicto que podría haberlos llevado a su exterminio.
En Purim se lee en voz alta el Libro de Ester  (en hebreo מְגִילַת אֶסְתֵּר, Meguilat Ester); quienes escuchan, especialmente los niños, intervienen con matracas y hacen ruido cuando se pronuncia el nombre de Amán.
Tras el ayuno, se hace un gran banquete en el que se acostumbra a beber vino y recitar cánticos. Entre otros, suele recitarse la plegaria Shoshanat Ya'akov, que ha sido grabada por muchos cantantes judíos de Israel y la diáspora judía. Asimismo, es obligación enviar regalos a los amigos (en hebreo: משלוח מנות) (transliterado: Mishloach manot) y dar limosna a los pobres (en hebreo: מתנות לאביונים, Matanot La'evionîm). También se acostumbra a disfrazar a los niños pequeños.
La fiesta de Purim ha sido siempre muy apreciada por el judaísmo; algunos han argumentado que cuando se olviden todas las obras proféticas y hagiográficas, el Libro de Esther todavía será recordado, y por lo tanto la festividad de Purim seguirá siendo observada.
Del mismo modo que Janucá, Purim tiene un carácter más social que religioso, y su condición de festividad tiene un nivel menor al de las de la Torá. Por lo tanto, las transacciones de negocios e incluso el trabajo manual se permiten en Purim, aunque en algunos lugares se impusieron restricciones sobre el trabajo. Una oración especial ("Al ha-Nissim" - "Por los milagros") se inserta en la Amidá durante el servicio de la noche, por la mañana y por la tarde, y está incluida en el Birkat Hamazón ("Bendición después de las comidas").

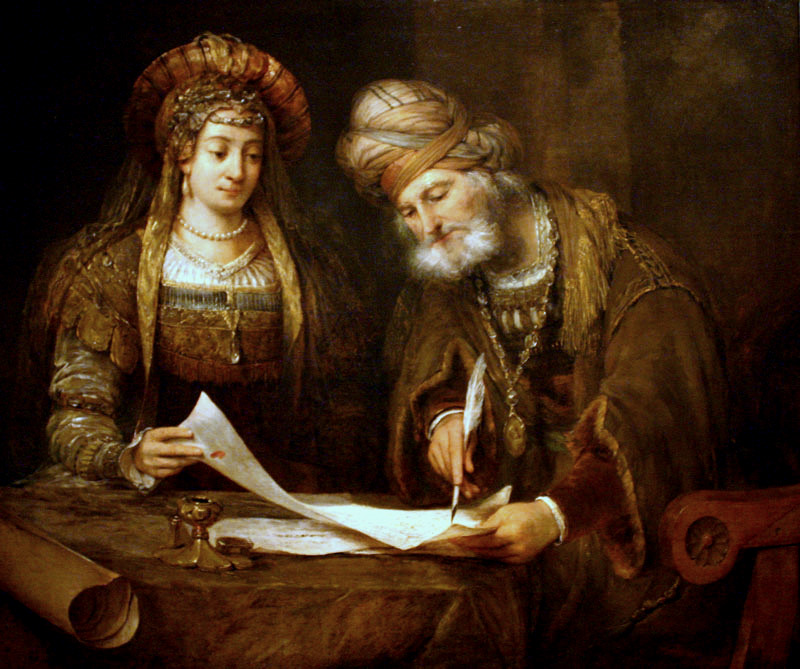
En Mesopotamia: Purim. Esther y Mordecai escriben las cartas a los judíos, siglo V a. C. Óleo por Aert de Gelder, 1675. Colección Hirsch, Argentina.

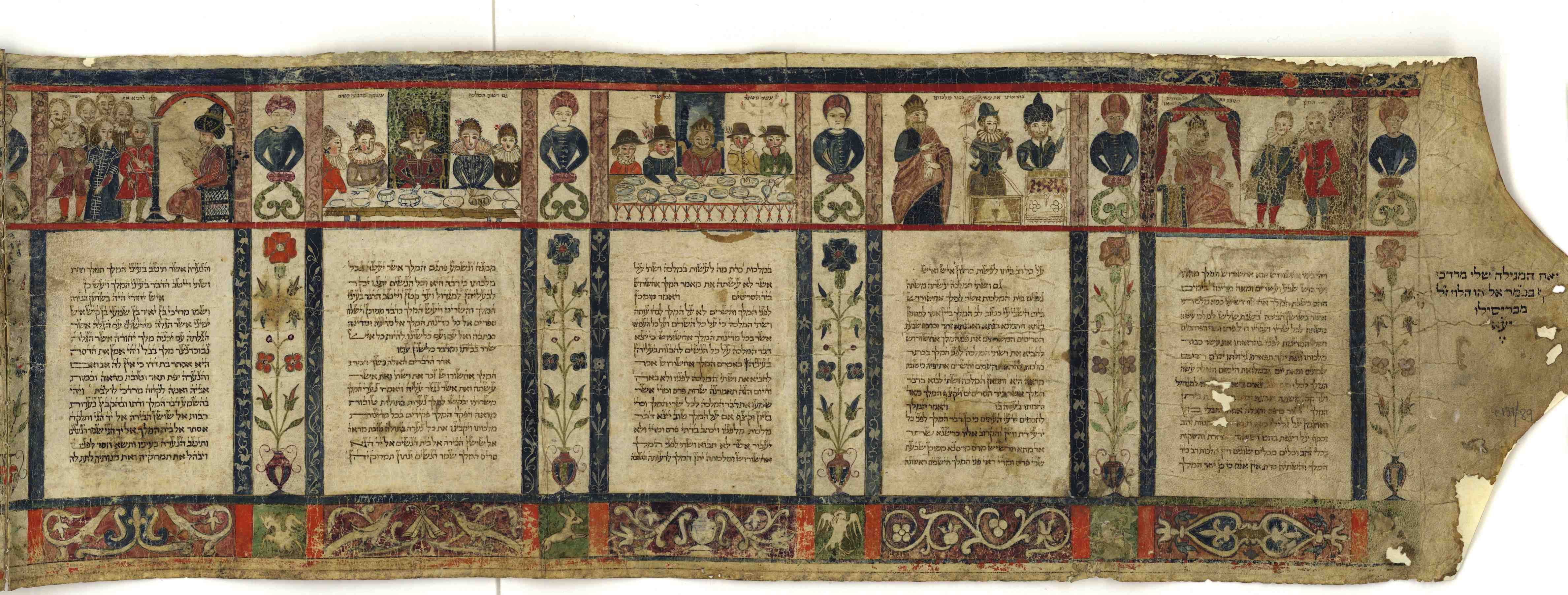
Meguilat Ester o Rollo de Ester, Italia, 1616. Manuscrito hebreo miniado. Biblioteca Nacional de Israel, Jerusalén.

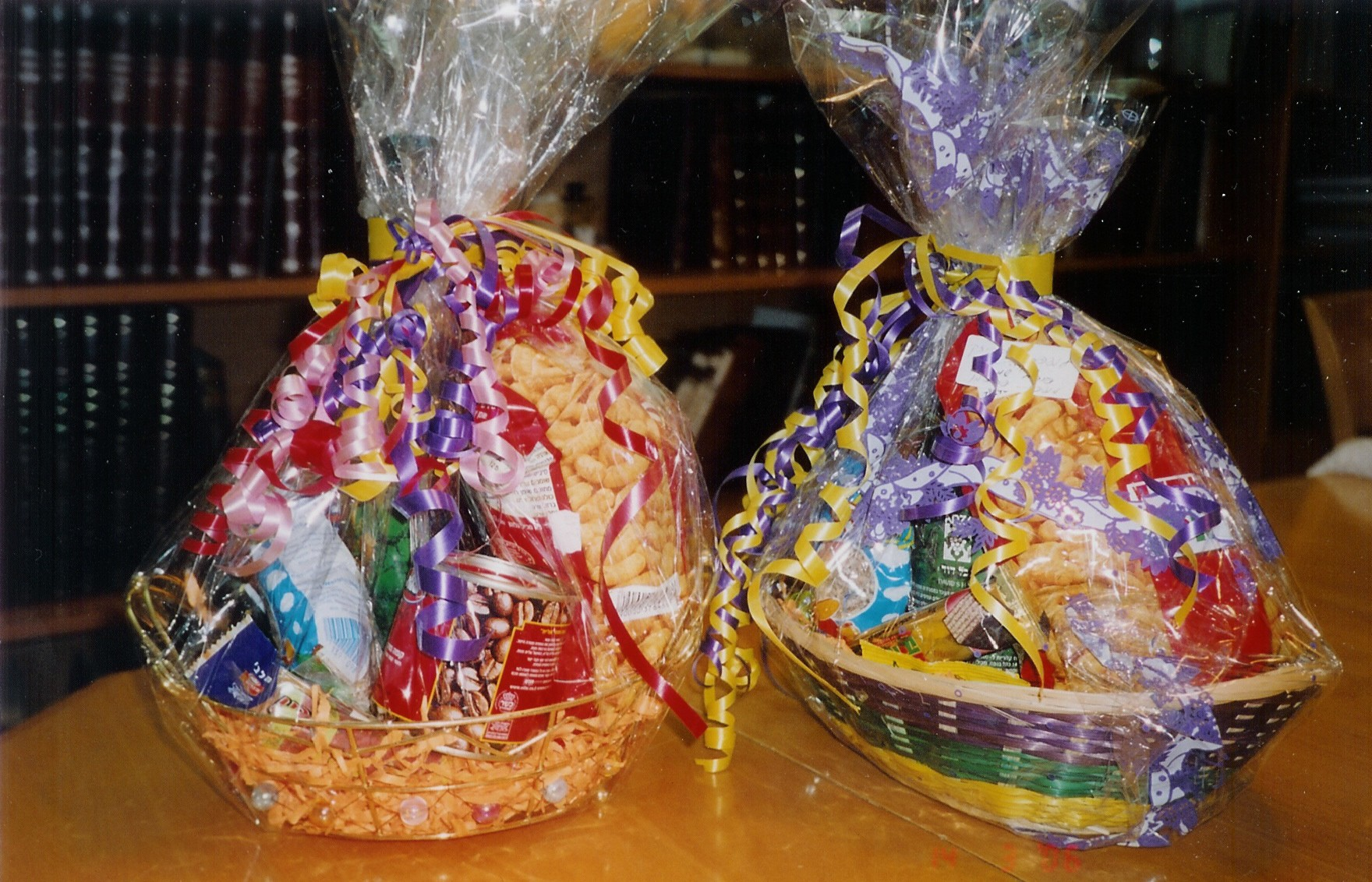
Canastas de dulces, bocadillos y otros alimentos ofrecidos como Mishloach manot (lit. 'envío de porciones') durante el día de Purim.

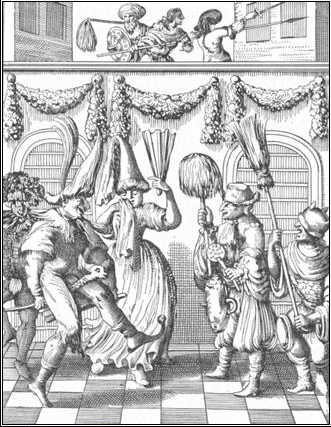
Disfraces y bufonerías en Purim. Grabado (Johann Leusden, Philologus Hebræo-Mixtus, Utrecht, 1657).

## Período
Las fechas correspondientes al día de Purim en el calendario gregoriano son las siguientes:
| Calendario gregoriano                        |
| -------------------------------------------- |
| 24 de febrero: 2013 y 2089                   |
| 25 de febrero: 2070                          |
| 26 de febrero: 2002, 2021, 2032, 2051 y 2097 |
| 27 de febrero: 2059 y 2078                   |
| 28 de febrero: 2010, 2040, 2048 y 2086       |
| 1 de marzo: 2018, 2029, 2037, 2067 y 2075    |
| 2 de marzo: 2056, 2064 y 2094                |
| 3 de marzo: 2026 y 2045                      |
| 4 de marzo: 2007, 2053, 2072, 2083 y 2091    |
| 5 de marzo: 2015, 2034 y 2080                |
| 6 de marzo: 2042, 2061 y 2099                |
| 7 de marzo: 2004, 2023, 2069 y 2088          |
| 8 de marzo: 2012, 2050 y 2096                |
| 9 de marzo: 2001, 2031 y 2077                |
| 10 de marzo: 2009, 2020, 2039 y 2058         |
| 11 de marzo: 2066 y 2085                     |
| 12 de marzo: 2017, 2028, 2047 y 2093         |
| 13 de marzo: 2036, 2044 y 2074               |
| 14 de marzo: 2006, 2025 y 2055               |
| 15 de marzo: 2033, 2052, 2063, 2071 y 2082   |
| 16 de marzo: 2014, 2060 y 2090               |
| 17 de marzo: 2022, 2041 y 2079               |
| 18 de marzo: 2003, 2049, 2068, 2087 y 2098   |
| 19 de marzo: 2030 y 2076                     |
| 20 de marzo: 2011, 2057 y 2095               |
| 21 de marzo: 2008, 2019, 2038 y 2084         |
| 22 de marzo: 2046 y 2065                     |
| 23 de marzo: 2027, 2073 y 2092               |
| 24 de marzo: 2016, 2024 y 2054               |
| 25 de marzo: 2005, 2035, 2081 y 2100         |
| 26 de marzo: 2043 y 2062                     |

Como ocurre con todas las demás festividades judías, el inicio de la festividad coincide con la puesta del sol del día anterior.

## La Meguilá o Rollo de Ester
El Rollo de Ester es el bíblico Libro de Ester en forma de pergamino enrollado que es leído en la sinagoga durante las celebraciones de Purim. narra la historia de cómo la Reina Ester y su tío Mardoqueo salvaron las vidas de los judíos de Persia de un intento de asesinarlos, explicando que Mardoqueo estableció la celebración de Purim los días 14 y 15 del mes de Adar como una manera de recordar y celebrar el evento. La lectura pública de la Meguilá es de suma importancia cuando se celebra Purim. Tal como ocurre con la Torá, la Meguilá o Rollo de Ester puede ser empleada con fines rituales solo si se presenta en forma manuscrita.

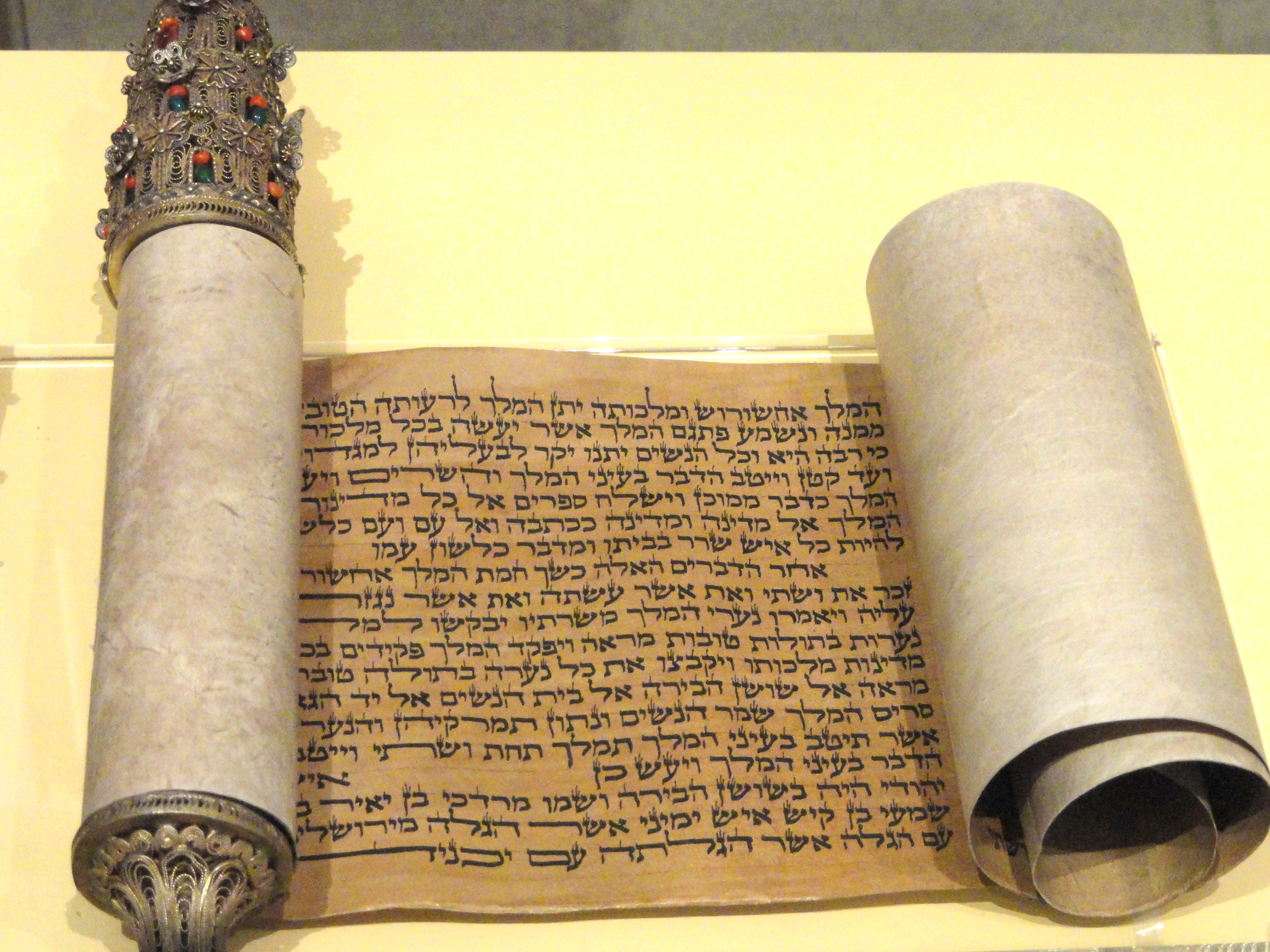
Meguilat Ester o Rollo de Ester. Manuscrito hebreo, c. 1700-1800. Museo Real de Ontario, Toronto
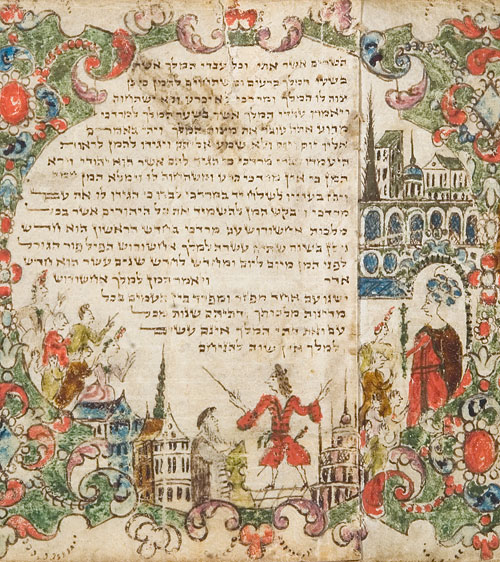
Arte asquenazí. Meguilat Ester o Rollo de Ester. Manuscrito hebreo miniado con el Libro de Ester, Alemania, c. 1700.
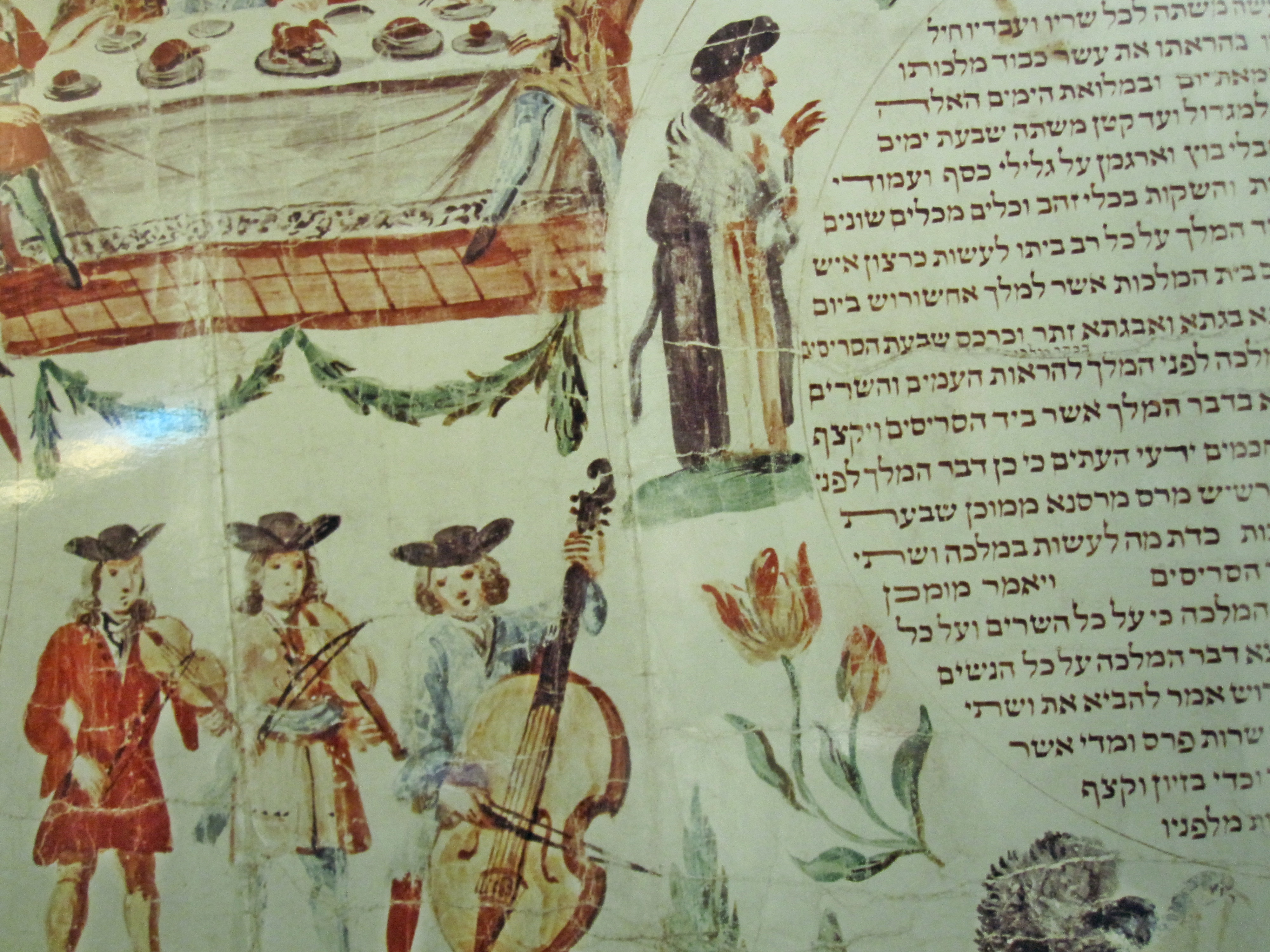
Rollo de Esther empleado en Purim, Alsacia, 1730.
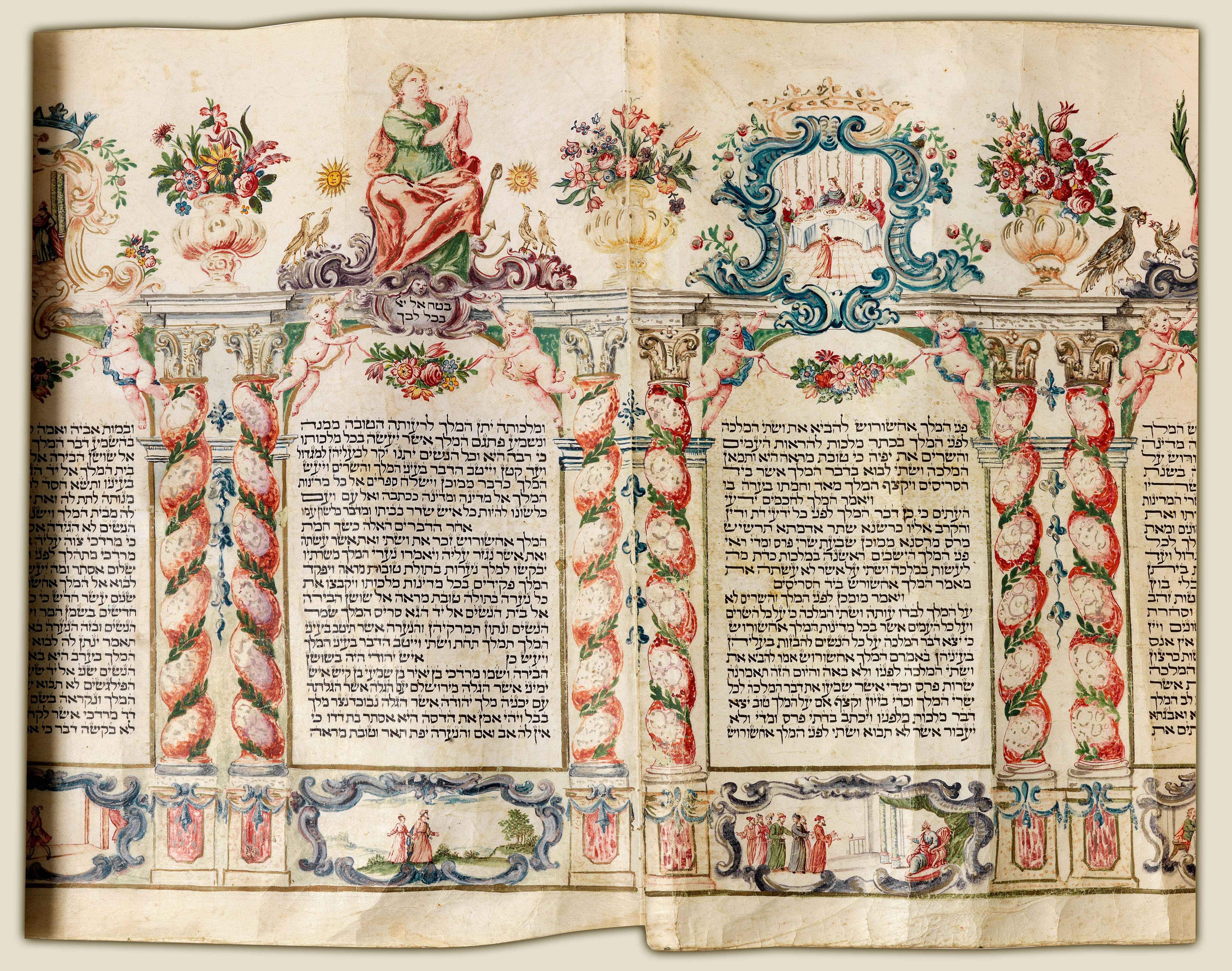
Rollo de Ester, Italia, 1750. Museo de Israel, Jerusalén.

La Universidad de Yale posee una colección de Meguilot Ester italianas dieciochescas que en el pasado perteneció al escritor Sholem Asch.
Edward Rothstein nota que mientras los manuscritos con textos religiosos hebreos tienden por lo general a ser abstractos y atemporales, su iluminación los transforma, de modo tal que lo sagrado se vuelve específico tanto en tiempo como en espacio: dado que incorpora al texto religioso en la historia, e incluso, en la propia biografía, es por medio de la iluminación que en el manuscrito miniado "lo sagrado se vuelve personal".
La tradición judía se siente poco a gusto ante cualquier tipo de ilustración que pueda llegar a ser asociada con la idolatría o con la representación de la Divinidad. Esta última, observa Rothstein, permanece en el misterio, mientras que la humanidad es en sí un terreno fértil para la especulación y la ilustración. Rothstein explica que en el judaísmo no son los textos religiosos tradicionales los que se ilustran, sino aquellos textos que narran los episodios épicos del pueblo hebreo: la Hagadá de Pésaj y la Meguilá de Ester en particular son ilustradas con gran entusiasmo y es en ellas precisamente donde los artistas despliegan sus conocimientos e imaginación en materia de conciencia histórica y de experiencia personal.

## Regalos, comida y caridad
El Libro de Ester prescribe "el envío de parte de un hombre a otro, y dádivas a los pobres" (9:22). De acuerdo a la halajá, cada adulto tiene que dar dos diferentes comidas para una persona, y dos donaciones caritativas a dos personas pobres. Los paquetes de alimentos se llaman Mishloach manot ("el envío de partes"), y en algunos círculos la costumbre se ha convertido en un importante evento de la entrega de regalos. En Purim se preparan unos dulces especiales llamados Hamantash. Los varones están autorizados a tomar vino hasta el nivel de "confundir los nombres de Hamán y Mardoqueo".